# Arturo Zapata Vélez
Arturo Zapata Vélez (Moquegua, 17 de mayo de 1891-Lima, 1965) fue un militar y general de la Guardia Civil del Perú. Fue ministro de Justicia, Instrucción, Culto y Beneficencia, de 25 a 27 de agosto de 1930, integrando la Junta Militar de Gobierno presidida por el general Manuel Ponce. Fue también director de la Guardia Civil y Policía, de 1941 a 1945 y de 1948 a 1955.

## Biografía
Nació en Moquegua, siendo sus padres Felipe S. Zapata y Amalia Vélez. Ingresó a la Escuela Militar de Chorrillos, de donde egresó en 1913 con el grado de subteniente.
En 1917 ascendió a teniente, y en 1919 a capitán. Luego ingresó como capitán alumno a la Escuela de la Guardia Civil y Policía, de donde egresó con el mismo grado. En 1925 ascendió a mayor, y en 1929 a teniente coronel.
El 25 de agosto de 1930, juró como ministro de Justicia, Culto e Instrucción, en el gobierno de la Junta Militar de Gobierno presidida por el general Manuel Ponce, instalada luego de la renuncia forzada del presidente Augusto Leguía. Los demás ministros eran: el coronel Eulogio Castillo (Gobierno), el capitán de navío Julio Goicochea Álvarez (Relaciones Exteriores), el coronel Ricardo E. Llona (Hacienda), el mayor Eduardo Castro Ríos (Fomento y Guerra) y el contralmirante César Bielich (Marina y Aviación).
Dicha Junta no fue bien recibida por la opinión pública, pues se consideró que estaba integrada por personas demasiada vinculadas al caído régimen de Leguía. Solo duró tres días, debiendo dar pase a otra Junta Militar, la encabezada por el comandante Luis Sánchez Cerro, que se había sublevado en el Sur y que gozaba de más apoyo popular.
En 1936, Zapata pasó a ser inspector de las Fuerzas de la Guardia Civil y Policía en la región Nor-Oriente. En 1934 pasó a la región Norte con el mismo cargo. En 1936 fue nombrado primer jefe del Regimiento de Infantería de Seguridad, ocasión en la que creó el cuerpo de salvataje de la Policía.
Entre 1941 y 1945 fue director general de la Guardia Civil y Policía, siendo ascendido a coronel; posteriormente fue ascendido a general. Durante el gobierno del general Manuel A. Odría (1948-1955) volvió a ejercer dicho cargo.
Casado con Otilia Cesti Velarde, fue padre de cinco hijos, entre ellos Arturo Zapata Cesti, que fue también un oficial de la Guardia Civil.